# Tatra v Českém ráji
Tatra v Českém ráji (TvČR) je pravidelná jízda pro historické automobily a motocykly do data výroby 31. prosince 1970, která se koná v oblasti Českého ráje, případně Krkonoš a blízkého okolí. Akce je součástí seriálu Mistrovství České republiky – Pohár historických vozidel AVCC AČR.
Soutěž TvČR se od roku 1976 pořádala každoročně a od roku 1988 se pořádá pravidelně každý druhý rok přibližně v polovině června a účastní se ho zpravidla několik desítek soutěžních posádek a několik dalších desítek nesoutěžních. Součástí akce je úvodní výstava vozidel ve stanoveném městě startu, součástí předstartovních ceremonií bývá jízda zručnosti, načež následuje několik desítek kilometrů jízdy v běžném silničním provozu (může být zpestřeno např. orientační jízdou se slepou mapou).
Pořadatelem akce je zájmové sdružení Tatra Veteran Car Club v AČR (TVCC). První ročník TvČR byl uspořádán v roce 1976 v souvislosti se vznikem TVCC, který sdružoval zpočátku majitele a příznivce automobilů Tatra všech generací a později se začal věnovat aktivitám v oblasti historických automobilů a motocyklů bez ohledu na tovární značku. 

## Ročníky
20. ročník se konal 17. června 2006, úvodní shromáždění a start z Lomnice nad Popelkou.
21. ročník se konal 21. června 2008, úvodní shromáždění a start z Vrchlabí.
22. ročník se konal 19. června 2010, úvodní shromáždění a start z Turnova.
23. ročník se konal 16. června 2012, úvodní shromáždění a start z Lomnice nad Popelkou.
24. ročník se konal 14. června 2014, úvodní shromáždění a start z Jilemnice.
25. ročník se konal 18. června 2016, úvodní shromáždění a start z Lomnice nad Popelkou.
26. ročník se konal 16. června 2018, úvodní shromáždění a start z Lomnice nad Popelkou.
V roce 2020 se podnik kvůli koronavirové pandemii nekonal.
27. ročník se konal 18. června 2022, úvodní shromáždění a start z Lomnice nad Popelkou.
28. ročník se koná 15. června 2024, úvodní shromáždění a start z Turnova.

## Galerie

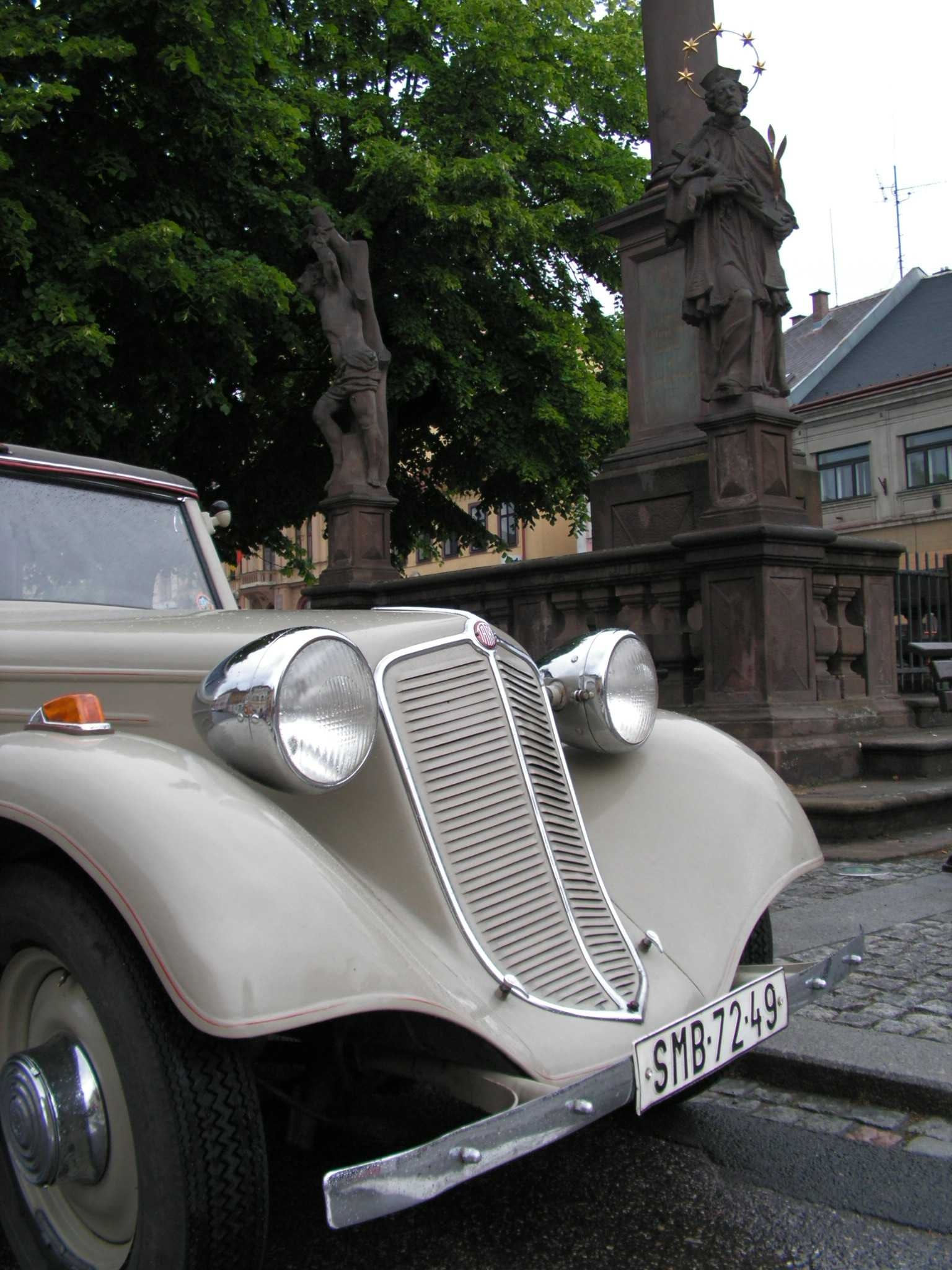
Ročník 2006: Tatra 57B na náměstí v Lomnici nad Popelkou
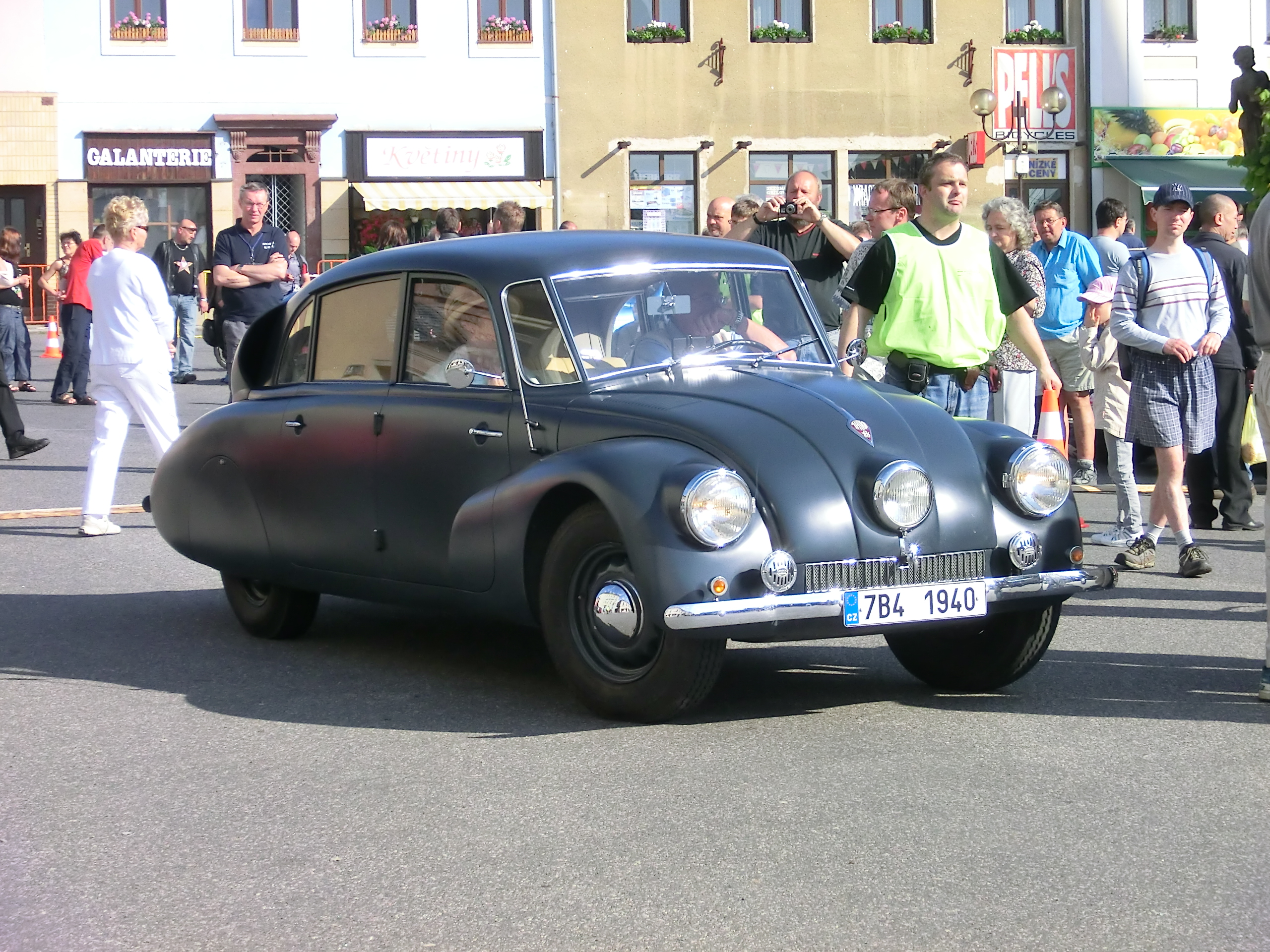
Ročník 2012: Tatra 87 na náměstí v Lomnici nad Popelkou
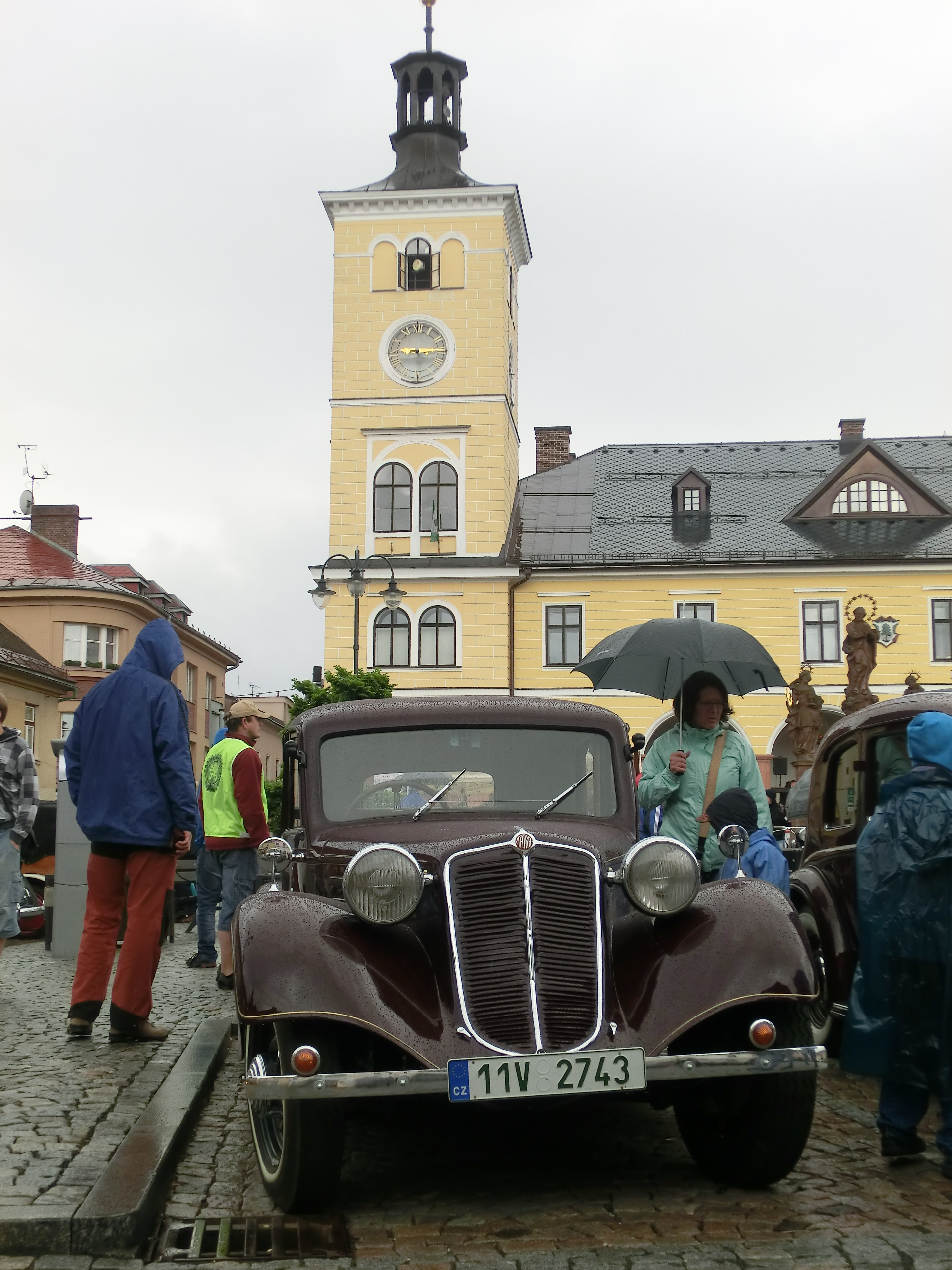
Ročník 2014: Tatra 75 na náměstí v Jilemnici